# 元祖西游记 超级猴子大冒险
《元祖西游记 超级猴子大冒险》是一款由VAP公司制作的动作类游戏。 本游戏于1986年11月22日在日本地区FC游戏机发行。
游戏根据《西游记》改编。孙悟空需要保护唐僧去西天取经。在游戏中，玩家的食物和水会在旅途中减少，需要到民宅中寻找。此外在塔中可以找到马匹，还有其他人物加入。